# Андра и Љубица
Андра и Љубица је југословенски филм из 1975. године. Режирала га је Соја Јовановић, а сценарио је писао Милан Шећеровић.

## Улоге
| Глумац                  | Улога       |
| ----------------------- | ----------- |
| Миодраг Андрић          | Васа Тајсон |
| Драгутин Добричанин     |             |
| Предраг Ејдус           |             |
| Рахела Ферари           |             |
| Гордана Марић           |             |
| Михајло Бата Паскаљевић |             |
| Чедомир Петровић        |             |
| Јелисавета Саблић       | Љубица      |
| Боро Стјепановић        |             |
| Божидар Стошић          |             |
| Радомир Шобота          |             |
| Бранимир Замоло         |             |
| Мирко Срећковић         |             |